# Smilax guianensis
Smilax guianensis är en enhjärtbladig växtart som beskrevs av Fulgenzio Vitman. Smilax guianensis ingår i släktet Smilax och familjen Smilacaceae. Inga underarter finns listade.